# 1910 a tudományban
Az 1910. év a tudományban és a technikában.

## Díjak
- Nobel-díjak
  - Fizikai Nobel-díj: Johannes Diderik van der Waals
  - Fiziológiai és orvostudományi Nobel-díj: Albrecht Kossel
  - Kémiai Nobel-díj: Otto Wallach

## Kémia
- Marie Curie-nek sikerül fém formában előállítania a rádiumot

## Matematika
- Alfred North Whitehead és Bertrand Russell: Principia Mathematica (A matematika alapjai). A matematika megalapozásáról szóló háromkötetes munka első kötete 1910-ben, a további két kötet 1912-ben és 1913-ban jelent meg.

## Születések
- január 20. – Joy Adamson ausztriai születésű természetvédő († 1980)
- február 9. – Jacques Monod megosztott Nobel-díjas francia mikrobiológus, genetikus († 1976)
- május 12. – Dorothy Hodgkin brit vegyész, kémikus, krisztallográfus, a kémiai Nobel-díj tulajdonosa († 1994)
- június 11. – Jacques Cousteau francia tengerkutató, felfedező, természettudós († 1997)
- június 22. – Konrad Zuse német mérnök, a számítástechnika úttörője († 1995)
- augusztus 18. – Turán Pál magyar matematikus, a számelmélet, a gráfelmélet és a klasszikus analízis területén ért el jelentős eredményeket († 1976)
- október 19. – Subrahmanyan Chandrasekhar Nobel-díjas indiai származású amerikai fizikus, asztrofizikus és matematikus († 1995)

## Halálozások
- május 10.– Stanislao Cannizzaro olasz kémikus (* 1826)
- május 12. – William Huggins csillagász (* 1824)
- május 27. – Robert Koch orvosi és fiziológiai Nobel-díjas német bakteriológus, a korszerű tudományos bakteriológia megalapítója (* 1843)
- július 4. – Giovanni Schiaparelli olasz csillagász és tudománytörténész (* 1835)
- július 10. – Johann Gottfried Galle német csillagász (* 1812)
- augusztus 5. – Julius Petersen dán matematikus (* 1839)
- augusztus 13. – Florence Nightingale angol ápolónő és statisztikus. A modern nővérképzés, valamint a betegellátás reformjának elindítója (* 1820)